# Leila Chebbi
Leila Chebbi (arabe : ليلى الشابي) est une actrice tunisienne, notamment connue pour avoir joué le rôle de Dalila dans la série télévisée Pour les beaux yeux de Catherine.

## Filmographie

### Cinéma

#### Longs métrages
- 1998 : Demain, je brûle de Mohamed Ben Smaïl (ar) : Khadija
- 2000 : La Saison des hommes de Moufida Tlatli
- 2006 :
  - Fleur d'oubli de Salma Baccar : Anissa
  - La télé arrive de Moncef Dhouib
- 2008 : Dharbet Jazaa (Penalty, moyen métrage) de Nouri Bouzid
- 2009 : Prestige (court métrage) de Walid Tayaa avec Hakim Boumsaoudi[1]
- 2012 : Patience amère (Suçon) de Nasreddine Shili
- 2017 : Le Convive (court métrage) de Hakim Mastour

### Télévision

#### Séries
- 1993 : Le Bateau de Rhaîem de Salah Eddine Sghiri et Ali Louati
- 1997 : Bab Al Khoukha d'Abdeljabbar Bhouri : Rakia
- 1998 : Ichka w Hkeyet de Slaheddine Essid, Mohamed Mongi Ben Tara et Ali Louati
- 2003 : Gamret Sidi Mahrous de Slaheddine Essid et Néjib Ayed : Fadhila Naouali
- 2003 : Chez Azaïez de Slaheddine Essid : Habiba, femme d'Azaïez
- 2004 :
  - Loutil de Slaheddine Essid : cliente de l'hôtel
  - Hssabet w Aqabet de Habib Mselmani : Selma alias Ilhem Wajdi
- 2005 : Chaâbane fi Ramadhane de Salma Baccar : Najoua
- 2006 : Hkeyet El Aroui de Habib Jomni : Mbarka, mère de Salah (épisode Celui qui travaille gagne)
- 2007 : Layali el bidh de Habib Mselmani : Moufida
- 2008 : Sayd Errim d'Ali Mansour et Rafika Boujday : Wajiha
- 2008-2009 : Choufli Hal (saisons 5-6) de Slaheddine Essid et Abdelkader Jerbi : Khaoula
- 2009 : Achek Assarab de Habib Mselmani : Faîza
- 2010 : Njoum Ellil (saison 2) de Madih Belaïd : Nabiha
- 2011 : Maître Malek de Fraj Slama et Ali Louati
- 2012 : Pour les beaux yeux de Catherine de Hamadi Arafa : Dalila
- 2013 : Yawmiyat Imraa de Khalida Chibeni : Sabah
- 2015 :
  - Lilet Chak de Majdi Smiri (invitée d'honneur) : Chérifa
  - Histoires tunisiennes de Nada Mezni Hafaiedh (invitée d'honneur)
- 2016 :
  - Le Président de Jamil Najjar (invitée d'honneur)
  - Flashback (saison 1) de Mourad Ben Cheikh : la directrice de la maison de retraite
- 2024 : Nhar Ala Ammar de Zied Litayem : Dalila, mère d'Ammar

#### Téléfilms
- 1997 : Lih El Fernan de Hamadi Arafa et Noureddine Ouerghi
- 2003 : Quatre pas sur les nuages d’Abdellatif Ben Ammar, Mohamed Mongi Ben Tara et Ridha Kéfi : Zakia

#### Émissions
- 2012 : Le Crocodile (épisode 24) sur Ettounsiya TV
- 2018 : Dimanche Hannibal sur Hannibal TV : chroniqueuse

## Théâtre
- 2005 : Al Moutachaâbitoun (Les Opportunistes), texte d'Ali Louati et mise en scène de Mohamed Driss
- 2008 : Une Femme au bain maure des hommes, mise en scène de Mohamed Sayari
- 2011 : Lilet El Ghafla[2], texte et mise en scène de Moez Achouri
- 2015 : Bourga de Jamel Sassi, d'après la pièce Huis clos de Jean-Paul Sartre
- 2017 : Aïcha et le Diable de Mohamed Kouka
- 2017-2018 : El Tarchika
- Une Femme au bain maure des hommes, mise en scène de Mohamed Sayari

## Divers
- 2022 : Al-Salihat (spectacle musical)